# Où est la liberté ?
Pour plus de détails, voir Fiche technique et Distribution.
Où est la liberté (Dov'è la libertà?) est une comédie à l'italienne réalisée par Roberto Rossellini et sortie en 1954.

## Synopsis
Le barbier Salvatore Lojacono sort de prison après avoir purgé une peine de vingt ans pour crime passionnel. Il rentre chez lui à Rome, mais ne reconnait plus ni sa famille ni ses voisins : il ne rencontre autour de lui qu'égoïsme et hypocrisie. Après plusieurs mésaventures, il ne voit plus qu'une issue, se faire condamner pour retourner en prison et retrouver la tranquillité.

## Fiche technique
- Titre : Où est la liberté ?
- Titre original : Dov'è la libertà ?
- Réalisation : Roberto Rossellini, assisté de Frederico Fellini et Lucio Fulci (non crédité)
- Scénario : Vitaliano Brancati, Ennio Flaiano, Antonio Pietrangeli, Vincenzo Talarico (en), d'après une histoire de Roberto Rossellini
- Musique : Renzo Rossellini
- Photographie : Tonino Delli Colli et Aldo Tonti
- Montage : Jolanda Benvenuti
- Son : Paolo Uccello
- Décors : Flavio Mogherini
- Réalisateur 2e équipe : Mario Monicelli
- Production : Dino De Laurentiis, Carlo Ponti
- Société de production : Golden Film, Ponti-De Laurentiis Cinematografica
- Pays d'origine :  Italie
- Format : Noir et blanc - 1,37:1 - 35 mm
- Genre : Comédie à l'italienne, Comédie dramatique
- Durée : 93 minutes
- Date de sortie : 
  - Italie : 26 mars 1954

## Distribution
- Totò : Salvatore Lojacono
- Vera Molnar : Agnesina
- Leopoldo Trieste : Abramo Piperno
- Mario Castellani : le ministère public
- Giacomo Rondinella : un prisonnier
- Andrea Compagnoni : Nandino
- Ugo D'Alessio : un juge
- Nyta Dover : la fille du marathon
- Franca Faldini : Maria
- Ines Florentini : Amalia
- Pasquale Fortunato
- Giacomo Gabrielli : Torquato Torquati
- Augusta Mancini : Signora Teresa
- Fernando Milani : Otello Torquati
- Fortunato Misiano : un retraité
- Nino Misiano : un retraité
- Pasquale Misiano : un retraité
- Eugenio Orlandi : Romolo Torquati
- Vincenzo Talarico (en) : l'avocat
- Ines Targas : la championne de danse
- Thea Zubin : Thea, la bonne
- Maria Bon Roseto